# 长辛店清真寺
长辛店清真寺，位于北京市丰台区长辛店镇长辛店大街170号，是一座伊斯兰教清真寺。

## 历史
长辛店清真寺的建寺时间大体有两种说法。说法一是明末清初创建，清朝光绪二十六年（1900年）重修。说法二是清朝光绪二十六年（1900年）创建。
长辛店清真寺位于长辛店大街，东临公路，西正门开在商业街的东侧，到21世纪初已有五百多户回族群众在该寺周围居住。1959年，长辛店地区有回民1100多人，430多户。文革期间，长辛店清真寺被长辛店制鞋厂及房管所长期占用。中共十一届三中全会后，为了落实民族宗教政策，1983年7月，占用单位将长辛店清真寺房产全部退还给长辛店清真寺。1984年公布为丰台区文物保护单位。
改革开放后，政府及有关单位出资，乡佬捐亿帖，再度重修。如今，长辛店清真寺占地面积500多平方米，建筑面积380平方米，其中礼拜殿面积130平方米，是砖木结构建筑，整体格局为传统四合院。21世纪初，日常参加宗教活动的信众约70人，附近高等院校的外国穆斯林留学生也常来该寺礼拜。
长辛店清真寺因为年久失修，礼拜殿的卷棚顶漏雨严重。为此丰台区文委在2011年完成了对长辛店清真寺、长辛店火神庙这两处丰台区文物保护单位的修缮工程。

## 建筑
长辛店清真寺位于长辛店大街北端路东，大门开在长辛店大街上，另有旁门开在北侧的大寺口胡同内。现存礼拜堂三间，以及勾连搭带、重檐攒尖、周有回廊的六角邦克亭一座。邦克亭顶的第一层是大式硬山调大脊，黑筒瓦，大吻曲卷；第二层是卷棚顶，箍头脊。亭底部是须弥座。另外还有南北配殿各三间，后配房三间，小式合瓦顶，前出廊。